# کیویل (آرکانزاس)
کیویل (به انگلیسی: Keevil) یک منطقهٔ مسکونی در ایالات متحده آمریکا است که در شهرستان مونرو، آرکانزاس واقع شده‌است. کیویل ۵۶٫۰۸ متر بالاتر از سطح دریا واقع شده‌است.